# Rorippa laciniata
Rorippa laciniata är en korsblommig växtart som först beskrevs av Ferdinand von Mueller, och fick sitt nu gällande namn av L.A. Johnst. Rorippa laciniata ingår i släktet fränen, och familjen korsblommiga växter. Inga underarter finns listade i Catalogue of Life.